# Old Jim
Old Jim (* 2000; eigentlich Giammarco Del Vecchio) ist ein italienischer DJ und Musikproduzent.

## Leben
Der erste große Einfluss für Old Jim war Michael Jackson. Später folgte Seek Bromance von Avicii, das ihn zur elektronischen Musik brachte. Er begann mit dem DJing im Alter von zwölf Jahren. Seine ersten Lieder veröffentlichte er ab 2020 auf Spotify.
Der Durchbruch gelang ihm mit dem Titel Not Fair, eine Technoversion des 2009er Songs von Lily Allen, den er zusammen mit Niklas Dee und der Sängerin Enny-Mae veröffentlichte.

## Diskografie
- 2020: Keep on Dancin’
- 2020: Deep End
- 2021: Die Young (mit Guapa)
- 2021: Hate Me (mit Michael Ford & Kimera Morrell)
- 2021: Maniac (mit Kewell)
- 2021: In the Air Tonight (mit Kewell)
- 2021: Rise & Fall
- 2021: Maybe
- 2021: Leaving You Behind (mit Sohbek)
- 2021: Alien (Old Jim Remix) (mit Fire Jane)
- 2022: Rainy Day (mit Hubrem & Umbria)
- 2022: Hit the Club
- 2022: Spectrum (Say My Name) (mit Faruk Orman & Clarees)
- 2022: Miles Away (mit Joe Kox)
- 2022: Balenciaga (mit Scarlett)
- 2022: Fallin’ Apart (mit Alex James)
- 2022: Smack That (mit Joe Kox & Twnty4)
- 2022: Got Me Hypnotized (mit Emax & Jetason)
- 2022: I’m Not Ok (mit D3ma & Badmakers)
- 2023: Praise the Lord (Da Shine) (mit Joe Kox & Coppa)
- 2023: Out of My Mind
- 2023: Not Fair (mit Niklas Dee & Enny-Mae)
- 2023: Beat It (mit Victor Perry)
- 2023: Release Me (mit Joe Kox & Laura Broad)
- 2023: Whoomp! (There It Is) (Old Jim Remix, mit Triple S)
- 2023: Kids (mit Zombic)
- 2023: Give Me (mit Joe Kox)
- 2023: Cool Kids (mit Yamas & Lavinia Hope)
- 2023: Jar of Hearts (mit aR.Ve)
- 2023: One More Time (mit Tiscore)
- 2024: Sorry (mit Joe Kox & Öwes)

## Auszeichnungen für Musikverkäufe
| Platin-Schallplatte - Niederlande - 2024: für die Single Not Fair |

Anmerkung: Auszeichnungen in Ländern aus den Charttabellen bzw. Chartboxen sind in ebendiesen zu finden.
| Land/RegionAuszeichnungen für Musikverkäufe (Land/Region, Auszeichnungen, Verkäufe, Quellen) | Gold  | Platin     | Verkäufe | Quellen           |
| -------------------------------------------------------------------------------------------- | ----- | ---------- | -------- | ----------------- |
| Deutschland (BVMI)                                                                           | Gold1 | —          | 300.000  | musikindustrie.de |
| Niederlande (NVPI)                                                                           | —     | Platin1    | 90.000   | nvpi.nl           |
| Österreich (IFPI)                                                                            | —     | Platin1    | 30.000   | ifpi.at           |
| Insgesamt                                                                                    | Gold1 | 2× Platin2 |          |                   |